# Cha Soo-yeon
Cha Soo-yeon (en hangul, 차수연; nacida el 15 de agosto de 1981) es una actriz surcoreana.

## Carrera
Es conocida por su papel protagonista en la película de 2008 Beautiful.

## Filmografía

### Series de televisión
- Face Me (KBS2, 2024)
- Wonderful World (MBC, 2024)[3]
- Love Scene Number (MBC, 2021)
- Can’t Be Bothered to Date, But Don’t Want to be Lonely! (MBC Every1, 2020)
- Private Life (JTBC, 2020)
- Good Casting (SBS, 2020)
- Miss Hammurabi (JTBC, 2018)
- My Heart Twinkle Twinkle (SBS, 2015)
- Liar Game (tvN, 2014)
- My Lover, Madame Butterfly (SBS, 2012)
- Drama Special "Re-Memory" (KBS2, 2012)
- A Thousand Kisses (MBC, 2011)
- Drama Special "Hair Show" (KBS2, 2011)
- Stormy Lovers (MBC, 2010)
- Hot Blood (KBS2, 2009)
- Worlds Within (KBS2, 2008)
- Time Between Dog and Wolf (MBC, 2007)
- Coma (OCN, 2005)
- You Will Know (KBS2, 2004)

### Cine
- On the Way (2014)
- The Scent (2012)
- Helpless (2012)
- Love Call (2011)
- Cafe Noir (2010)
- After the Banquet (2009, telecinema)
- The Executioner (2009)
- Yoga (2009)
- Five Senses of Eros "I'm Right Here" (2009)
- Boat (2009)
- Nowhere to Turn (2008)
- Beautiful (2008)
- For Eternal Hearts (2007)

### Vídeos musicales
- Big Bang -  "Lies" (2007)
- Kim Tae-woo -  "Things to Say" (2006)
- Park Hyo-shin -  "Scattered Days" (2005)
- Ha Rim -  "Somewhere Away" (2004)